# Schoenocaulon oaxacense
Schoenocaulon oaxacense là một loài thực vật có hoa trong họ Melanthiaceae. Loài này được (Frame) Zomlefer & Judd mô tả khoa học đầu tiên năm 2008.